# Carl Erik Lannerdahl
Carl Erik Lannerdahl, född 1842, död 1933, var en svensk nykterhetsman.
Lannerdahl som tidigare var målarmästare, nedlade ett myckt omfattande arbete inom nykterhetsrörelsen. Särskilt ägnade han sin kraft åt Templarorden, vars förste chef han var 1885-1899.